# Уртенен-Шонбюль
Уртенен-Шонбюль (нім. Urtenen-Schönbühl) — громада  в Швейцарії в кантоні Берн, адміністративний округ Берн-Міттельланд.

## Географія
Громада розташована на відстані близько 9 км на північний схід від Берна.
Уртенен-Шонбюль має площу 7,2 км², з яких на 20,4% дозволяється будівництво (житлове та будівництво доріг), 44,3% використовуються в сільськогосподарських цілях, 30,4% зайнято лісами, 4,9% не є продуктивними (річки, льодовики або гори).

## Демографія
2019 року в громаді мешкало 6317 осіб (+11,9% порівняно з 2010 роком), іноземців було 19,4%. Густота населення становила 879 осіб/км².
За віковим діапазоном населення розподілялося таким чином: 21,2% — особи молодші 20 років, 60,2% — особи у віці 20—64 років, 18,6% — особи у віці 65 років та старші. Було 2840 помешкань (у середньому 2,2 особи в помешканні).
Із загальної кількості 4422 працюючих 40 було зайнятих в первинному секторі, 641 — в обробній промисловості, 3741 — в галузі послуг.